# Zuo Zongtang
Zuo Zongtang, född den 10 november 1812 i Xiangyin, Hunan, död den 5 september 1885 i Fuzhou, Fujian, var en kinesisk statsman och militär som spelade en avgörande roll i att undertrycka flera av de uppror som hotade Qingdynastin i slutet på 1800-talet.
Zuo kom från en familj med blygsamma inkomster och misslyckades tre gånger att uppnå den högsta examen i det kejserliga examenssystemet. Efter tredje försöket gav han upp hoppet om en ämbetsmannakarriär och 1860 drog sig tillbaka till sin hembygd för att studera geografi, historia, jordbruk och de kinesiska klassikerna.
På rekommendation från ämbetsmannen Hu Linyi blev han 1852 inbjuden att arbeta i sekretariat för Hunans provinsguvernör för att hjälpa till med undertrycka Taipingupproret, som härjade i södra Kina, och han visade snart prov på sin organisationsförmåga och 1860 fick han befälet över en frikår bestående av 5000 man för att återerövra Jiangxi och Anhui-provinserna. Året därpå ledde han en styrka för att återta Zhejiang-provinsen och 1862 blev han utnämnd till guvernör över provinsen, trots att den till större delen fortfarande var i rebellernas händer. Han lyckades dock återerövra provinshuvudstaden Hangzhou och 1864 var hela provinsen i hans händer och han fick äretiteln "yngre beskyddare av tronföljaren" (太子少保) för sina insatser.
Hösten 1866 blev han utnämnd till generalguvernör över Shaanxi och Gansu med uppdrag att slå ned ett huikinesiskt uppror i regionen, det s.k. Dong'an-upproret, men när han var på väg till provinsen blev han indragen i de militära operationerna mot Nianupproret i norra Kina och kunde inte ta itu med det huikinesiska upproret förrän 1868. Detta år mobiliserade han 120.000 soldater som undertryckte upproret under 1870-talets första år. Han fortsatte sedan med att leda sina styrkor mot Yaqub Begs uppror i Östturkestan, som han besegrade 1877. Zuos återerövring av Östturkestan och var ett av de bidragande skälen till att området ombildades till den kinesiska provinsen Xinjiang 1884.
Efter sina segrar i nordvästra Kina blev han inbjuden till huvudstaden Peking för att arbeta i Högsta rådet och i Zongli yamen och fick privilegiet att rida in i Förbjudna staden. Åren i fält hade dock tärt på Zuo och han hade svårt att anpassa sig till hovlivet i huvudstaden, varför han blev utnämnd till olika militära och civil uppdrag i provinserna. När det Fransk-kinesiska kriget bröt ut 1884 fick han ledning för Qingimperiets styrkor och deltog i flera slag mot fransmännen i Fujian-provinsen. Han avled i Fuzhou bara några månader efter att kriget avslutats. Efter sin död fick han den postuma äretiteln Wénxiāng (文襄), "kultiverat bistånd".